# Topeka School
Topeka School  é um romance, de 2019, publicado pela editora Farrar, Straus and Giroux, escrito pelo romancista e poeta americano Ben Lerner, que narra a vida de um campeão de debates do ensino médio de Topeka, Kansas, na década de 1990. No Brasil, foi lançado em 2020, pela editora Rocco, com tradução de Maira Parula.
O livro é considerado um bildungsroman e uma obra de autoficção, já que a narrativa incorpora muitos detalhes da vida de Lerner. O romance foi finalista do Prêmio Pulitzer de Ficção de 2020.

## Contexto
Assim como nas obras anteriores de Lerner, a narrativa traz elementos autobiográficos. Como o protagonista, Adam Gordon, Lerner cresceu em Topeka e venceu um campeonato nacional de debates no colégio, e como a mãe de Adam, Jane, a mãe de Lerner, Harriet Lerner, é uma psicóloga que publicou livros best-sellers voltados para leitores não acadêmicos. Os críticos Rumaan Alam e Christine Smallwood referiram-se ao livro como um exemplo de autoficção.

## Resumo da Trama
O romance se passa em Topeka, Kansas, no final dos anos 1990, e é narrado a partir da perspectiva de três personagens: Adam Gordon, um campeão de debates no ensino médio, e seus pais Jane e Jonathan, que são psicólogos em uma instituição local conhecida como Fundação. 
Estruturado a partir de uma narrativa não linear, o romance explora a preparação de Adam para um campeonato nacional de debates, seu relacionamento com sua namorada Amber, e a vida de seus pais. Um dos colegas de classe de Adam, Darren Eberheart, paciente do pai de Adam, também aparece em uma sequência de capítulos mais curtos.
O capítulo final ocorre em 2019, e mostra Adam, então pai de duas meninas, com sua esposa levando a família para Topeka.

## Recepção
De acordo com o agregador de críticas literárias Book Marks, o romance obteve críticas em sua maioria positivas. Escrevendo para o The Paris Review, Nikki Shaner-Bradford teceu elogios a prosa de Lerner. Christine Smallwood, na revista Harper's, referiu-se a Lerner como uma "estilista de prosa extremamente talentosa, ao mesmo tempo teórica e coloquial". Garth Risk Hallberg, no The New York Times Book Review, elegeu o romance como "um ponto alto na ficção americana recente".
O livro foi indicado como um dos dez melhores de 2019, pela New York Times Book Review  e pelo Washington Post.

## Temas
Lerner descreve Topeka School como "uma violenta crise de identidade entre homens brancos" na década de 1990, que antecedeu a eleição de Donald Trump, em 2016.
Um dos principais conflitos do romance é entre o centrismo político predominante e a retórica do "fim da história", aceita em grande parte por Adam e seus pais cosmopolitas, com uma tendência  à raiva da direita, expressa em sua forma mais extrema por os protestos da Igreja Batista Westboro, com sede em Topeka.
Os críticos também indicaram os temas da masculinidade tóxica (especialmente na subtrama de Darren), e o colapso da linguagem como meio de comunicação, simbolizado pela técnica de debate "difusão", na qual um debatedor tenta subjugar seu oponente com tantos argumentos quanto possível, independentemente do seu mérito.

## Prêmios
- 2019 - National Book Critics Circle Award (finalista)[12]
- 2019 - Los Angeles Times Book Prize (vencedor)[13]
- 2020 - Prêmio Folio (indicado)[14]
- 2020 - Prêmio Pulitzer para ficção (finalista)[15]